# Rode Centrum

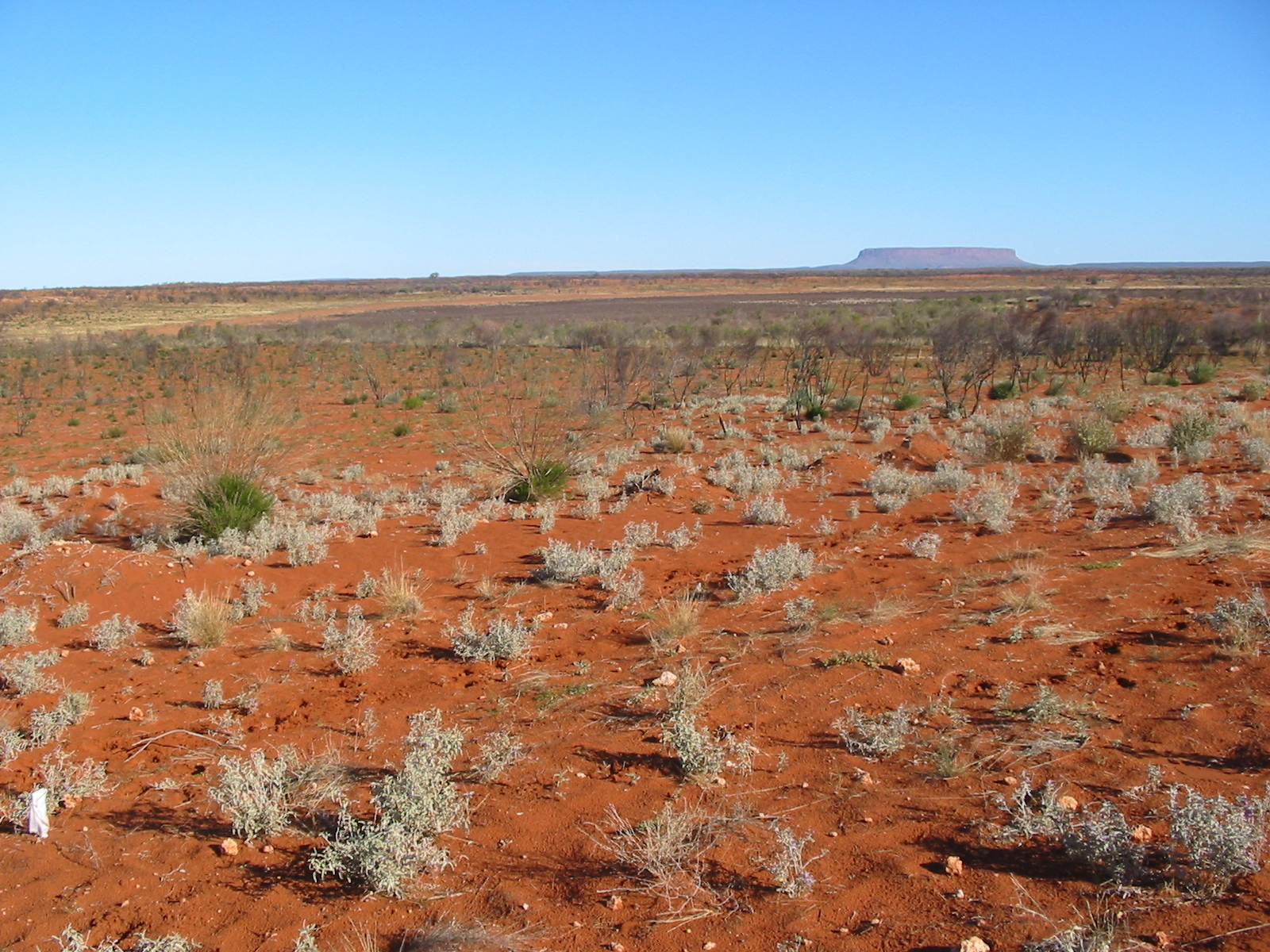
Rode Centrum

Het Rode Centrum (Engels: Red Center) is een gebied in Centraal-Australië dat gekenmerkt wordt door de rode kleur van zand en rotsen. De oorzaak hiervan is het hoge ijzergehalte in de grond, dat door blootstelling aan de lucht oxideert en het landschap een roestachtige, roodbruine kleur geeft.
De bekendste plaats in dit gebied is zonder twijfel Uluṟu (ook aangeduid als Ayers Rock), de enorme monoliet in het Nationaal park Uluṟu–Kata Tjuṯa. De grootste en bekendste plaats in het Rode Centrum is Alice Springs.